# Hageha
Die hageha (Messe für Handwerk, Gewerbe und Handel) war eine Verbrauchermesse, die von 1954 bis 2014 im zweijährlichen Turnus am Messestandort im rheinland-pfälzischen Pirmasens stattfand. Die Messe war mit etwa 60.000 Besuchern die größte ihrer Art im Südwesten Deutschlands. Veranstalter war bis 2009 die Messe Pirmasens GmbH. Von 2010 bis April 2012 übernahm die Mattfeldt & Sänger Marketing und Messe AG die Betreuung. Seit 2012 wurde die Messe von Das AgenturHaus GmbH ausgerichtet; gleichzeitig wurde der Name zu hageha Pirmasens geändert. Im Januar 2016 wurde der Termin im selben Jahr abgesagt und gleichzeitig das Ende der hageha erklärt.

## Geschichte
Nachdem die auf die Schuhindustrie ausgerichtete Messe Pirmasens aufgrund der Schließung vieler Schuhbetriebe in der Stadt nach neuen Wegen zur Auslastung des Geländes gesucht hatte, wurde 1953 die Idee einer Verbrauchermesse geboren, auf der die Pfälzer Betriebe ihre Produkte vorstellen sollten. Die Messe setzte sich nach dem ersten Termin im Herbst 1954 durch und wurde im Oktober 2008 mit 59.000 Besuchern zum 20. Mal veranstaltet. Nach einer Neuausrichtung und Verkleinerung der Messe kamen im Oktober 2010 33.000 Besucher. Nachdem der Veranstalter der Messe 2010 – die Mattfeldt & Sänger Marketing und Messe AG  – die Ausrichtung 2012 aufgrund der Zusage zu weniger Aussteller zunächst abgesagt hatte, wurde die Ausrichtung auf die Das AgenturHaus GmbH übertragen, die in Pirmasens auch Messen wie „Angeln & Jagen“ und die „Kulinaria“ betreut. Die Messe fand wie vorgesehen vom 31. Oktober bis 4. November 2012 statt sowie zwei Jahre später vom 29. Oktober bis 2. November 2014.
Im Januar 2016 erklärten die Stadt Pirmasens sowie Das AgenturHaus gemeinsam, dass die Messe im Herbst 2016 abgesagt sei, da [...] die (dafür) notwendigen Investitionen zur Schaffung einer entsprechenden Infrastruktur nicht in ausreichendem Maße wirtschaftlich tragfähig seien. Es sei eine Neuausrichtung im Veranstaltungsjahr 2017, die einer entsprechenden Vorbereitung bedarf notwendig; dabei werde auch ein neuer Name der Messe gesucht.

## Fakten
Von den 30.000 m² überdachter Fläche des Messegeländes der Stadt Pirmasens wurden für die hageha sieben Hallen mit 20.000 m² Fläche, sowie ein Freigelände von etwa 2.600 m² Fläche genutzt. Direkt am Gelände standen 1.700 PKW-Parkplätze zur Verfügung. Im Jahr 2010 wurden 33.000 Besucher (nach 65.000 Besuchern 2006 und 2007 sowie 59.000 2008) gezählt. Die Zahl der Aussteller belief sich 2008 auf ca. 300. 2012 kamen rund 35.000 Besucher bei 200 Ausstellern zur Messe.